# 권리장전 (영국)

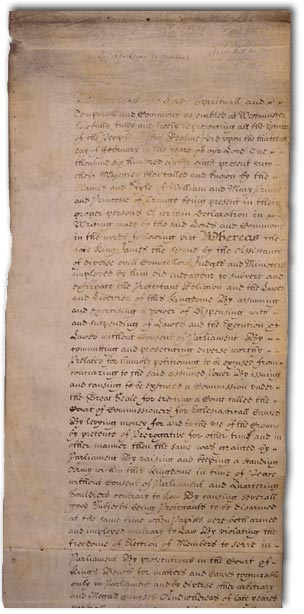
1689년 권리장전 문서

영국의 권리장전(英國- 權利章典, 영어: Bill of Rights 1689/1688)은 1689년 12월 16일에 영국의 국가제도를 규정한 마그나 카르타, 권리청원과 함께 헌정사상 가장 중요한 의미를 가지는 의회 제정법이다. 영국 의회가 명예 혁명으로 윌리엄 3세를 추대하면서 권리장전을 제출하여 승인을 받았고, 이 선언을 토대로 의회제정법이 공포되었다.

## 개요
1660년 청교도 혁명 이후 왕정복고를 하여 즉위한 찰스 2세는 적자가 없었고, 차후 왕으로 찰스의 동생 요크 공 제임스가 주목 받고 있었다. 그러나 제임스는 로마 가톨릭 신자였으며, 잉글랜드 종교개혁(England Reformation)이후 영국 성공회가 국교인 영국에서 로마 가톨릭을 신봉하는 국왕을 맞이하는 것에 대해 강한 거부감이 있었다. 이 후계 문제로 인해 영국 의회에서도 제임스의 즉위를 인정하는 토리당과 반대 운동을 벌였던 휘그당 사이에 격렬한 논쟁을 벌였다.
휘그당은 제임스의 왕위 계승권을 박탈하는 법안을 의회에서 통과 시키려고 시도했지만, 이것은 보수당의 반대를 받아 인정되지 않았다. 결국 제임스의 대관식은 인정되었고, 1685년, 영국 왕 제임스 2세가 왕위에 올랐다. 토리당과 같은 보수주의자들이 제임스의 왕위 계승을 인정한 것은 제임스 역시 적자가 없고, 로마 가톨릭교도인 왕도 제임스 1세에 한정되기 때문에 타협점이 존재할 수 있었다. 로마 가톨릭 교도인 제임스는 로마 가톨릭에 대한 보호 정책과 이미 영국에서는 시대착오적인 절대 왕정적인 태도를 취했지만, 그것도 제임스 1대의 한계일 수 밖에 없었다.
그러나 1688년 제임스의 왕비 메리가 왕자 제임스를 낳은 순간 상황은 갑자기 변화하였고, 휘그와 보수당은 일치단결하여 국왕 제임스를 제거하려는 조치를 취하기 시작했다.
1688년 인민의 권리와 자유를 선언하고 왕위계승을 규정한 법률로서, 제임스 2세의 전제정치와 로마 가톨릭 신앙에 반대해 일어난 명예혁명으로 국왕이 국외로 도망간다. 그리고 네덜란드에서 제임스의 딸 메리와 남편인 오렌지 공작을 불러 메리 2세, 윌리엄 3세로 즉위한다.
1689년 소집된 국민협의회가 국왕의 상황을 설명하기 위한 결의를 하고 윌리엄 3세를 국왕으로 추대하면서 왕관과 ‘고래(古來)의 자유와 권리를 옹호하고 주장하기 위하여’라는 권리선언을 제출하여 그 승인을 받았다. 이 권리선언을 기초로 같은 해 12월에 제정된 것이 권리장전이다.
그 내용은 제임스 2세의 불법행위를 열거한 뒤 의회의 동의 없이 법률의 제정이나 금전의 징수 및 상비군의 유지는 금지하며 선거 및 언론의 자유, 잔인한 형벌의 금지, 의회를 자주 소집할 것 등을 규정하고 있다.
영국 의회정치 확립의 기초가 된 이러한 권리장전은 영국의 절대주의를 종식시켰다는 큰 의의가 있으며, 후에 미국의 독립이나 프랑스 혁명에도 영향을 미쳤다.

## 내용
국왕에 충성을 맹세하는 의회와 국민이 누릴 수 있는 권리와 자유를 규정한 법률이다. 아무리 국왕이라고 하더라도 부정할 수 없는 국민의 제반 권리를 확인했다.
- 의회의 동의를 거치지 않고 법률의 적용, 면제, 집행, 정지를 금지한다.
- 의회의 동의없는 과세, 평시의 상비군을 금지한다.
- 의회 선거의 자유, 의회의 발언의 자유, 국민 청원권을 보장한다.
- 의회를 소집한다.
- 국민의 청원권, 의회의 의원의 면책 특권, 신체의 자유에 관한 제반 규정
- 왕위 계승자에서 로마 가톨릭 교도를 배제한다.

## 같이 보기
- 대헌장
- 권리청원
- 권리장전
  - 미국의 권리장전
  - 프랑스 인권선언 - 프랑스의 권리장전
  - 세계인권선언 - 세계의 권리장전